# Арли
Арли (фр. Harly) насеље је и општина у североисточној Француској у региону Пикардија, у департману Ен (Пикардија) која припада префектури Сен Кентен.
По подацима из 2011. године у општини је живело 1697 становника, а густина насељености је износила 451,33 становника/km². Општина се простире на површини од 3,76 km². Налази се на средњој надморској висини од 100 метара (максималној 112 m, а минималној 72 m).

## Демографија
| 1962. | 1968. | 1975. | 1982. | 1990. | 1999. | 2011. |
| ----- | ----- | ----- | ----- | ----- | ----- | ----- |
| 783   | 1.445 | 1.425 | 1.976 | 1.892 | 1.803 | 1.697 |

График промене броја становника у току последњих година